# Roseanne (série télévisée)
Pour les articles homonymes, voir Roseanne.
Roseanne est une série télévisée américaine en 231 épisodes de 25 minutes, créée par Matt Williams. 222 épisodes ont été diffusés entre le 18 octobre 1988 et le 20 mai 1997 sur le réseau ABC. Une dixième saison de neuf épisodes a été diffusée du 27 mars au 22 mai 2018 avec la distribution originale, sur le même réseau. Elle se poursuit depuis l'automne 2018 sous le titre The Conners, sans Roseanne Barr.
En France, seules les six premières saisons ont été diffusées du 4 septembre 1989 au 23 août 1997 sur M6, puis rediffusées sur RTL9 et Comédie+. Elle reste inédite dans les autres pays francophones.

## Synopsis
La série raconte la vie de la famille Conner, dans la ville fictive de Lanford, dans l’Illinois. Roseanne et Dan tous deux ouvriers, font de leur mieux pour faire vivre leur foyer avec leurs modestes revenus et élever leurs enfants Darlene, Becky et D.J. (puis Jerry Garcia à partir de la saison 8).
Les thèmes abordés sont aussi variés qu’étonnants pour l’époque et le continent : délinquance, drogue, alcool, alcoolisme, racisme, homosexualité masculine et féminine, bisexualité, confusion sexuelle, menstruations, mariage gay et adoption, sexe et grossesse chez les adolescents, contraception, avortement, masturbation, maltraitance, obésité, classes sociales, féminisme, etc.

## Distribution

### Acteurs principaux
- Roseanne Barr (VF : Monique Thierry) : Roseanne Harris Conner
- John Goodman (VF : Patrick Préjean) : Daniel « Dan » Conner
- Laurie Metcalf (VF : Isabelle Ganz) : Jackie Harris
- Michael Fishman (VF : Odile Schmitt) : D. J. « Dany » Conner
- Sara Gilbert (VF : Barbara Tissier (saisons 1 à 3) puis Hélène Chanson (saisons 4 à 9)) : Darlene Conner
- Alicia Goranson (VF : Aurélia Bruno) : Becky Conner-Healy (saisons 1 à 5 et 8)
- Sarah Chalke (VF : Véronique Rivière) : Becky Conner-Healy (saisons 6, 7 et 9) + Andrea (3 épisodes, saison 10, 2018)
- Emma Kenney : Harris Conner-Healy (saison 10)
- Ames McNamara : Mark Conner-Healy (saison 10)
- Jayden Rey : Mary Conner (saison 10)

### Acteurs récurrents et invités
- Tom Arnold : Arnie Thomas (1989-1992)
- Sandra Bernhard (VF : Catherine Lafond) : Nancy Bartlett / Nancy Thomas (1991-1997)
- George Clooney (VF : Bertrand Arnaud) : Booker Brooks (1988-1989/1991)
- William Sadler : Dwight (1988)
- Jay O. Sanders : Ziggy (1990-1991)
- Johnny Galecki (VF : Vincent Crouzet) : David Healy (1992-1997)
- Glenn Quinn (VF : Ludovic Baugin) : Mark Healy (1990-1997)
- Michael O'Keefe : Fred (1993-1995)
- Ned Beatty : Ed Conner (1989-1994)
- Natalie West (VF : Françoise Dasque) : Crystal Anderson (1988-1995)
- Estelle Parsons (VF : Claude Chantal) : Beverly Harris (1989-1997)
- John Randolph : Al Harris (1989)
- Martin Mull (VF : Michel Fortin) : Leon Carp (1991-1997)
- Danielle Harris : Molly Tilden (1992-1993)
- Traci Lords : Stacy Flagler (1994-1995)
- Bruce Willis : lui-même (épisode 1-22)
- Alyson Hannigan : Jan (épisode 3- 4)
- Leonardo DiCaprio : camarade de classe de Darlene (épisode 16 - 3)
- Steven Seagal : lui-même (épisode 9- 9)
- Sharon Stone : résident du parc (épisode 21- 7)
- Tony Curtis : Hal le prof de danse (épisode 22- 8)
- Christopher Lloyd : Lou (épisode 6 - saison 10)

## Production
Le 28 avril 2017, les producteurs de la série originale ont approché Barr, John Goodman, Sara Gilbert et Laurie Metcalf pour reprendre leur rôle respectif pour huit épisodes. À la mi-mai, le réseau ABC passe sa commande pour une diffusion en 2018. En novembre, ABC commande un épisode supplémentaire.
En septembre 2017, de nouveaux rôles sont attribués à Ames McNamara et Emma Kenney, puis en décembre, Johnny Galecki est confirmé pour revenir dans un seul épisode, ainsi que Sandra Bernhard et Estelle Parsons (2 épisodes).
Récoltant d'excellentes cotes d'écoutes, la série est renouvelée le 30 mars 2018 pour une onzième saison de treize épisodes, prévue pour l'automne 2018. Le 29 mai 2018, Roseanne Barr publie un message raciste sur le réseau social Twitter. Malgré ses excuses publiques, la série est annulée quelques heures plus tard par la présidente du réseau ABC. Trois jours plus tard, la production prépare une série dérivée sans Roseanne, et ABC commande la série le 21 juin.
En septembre 2018, Maya Lynne Robinson rejoint la distribution principale  en tant que Geena Williams-Conner, la femme de DJ et mère de Mary.

## Épisodes

### Première saison (1988-1989)
1. Notre pain quotidien (Life and Stuff)
2. Dan se met au parfum (We're in the Money)
3. La Fièvre du mardi soir (D-I-V-O-R-C-E)
4. Si Jackie m’était contée… (Language Lessons)
5. Poussons, poussons la chansonnette (Radio Days)
6. Il y a de quoi perdre la boule ! (Lovers' Lane)
7. Portrait de famille (The Memory Game)
8. L'Éternelle chanson (Here’s to Good Friends)
9. Le Cinquième Beatles (Dan’s Birthday Bash)
10. Un samedi pas comme les autres (Saturday)
11. Le Grand Ménage (Canoga Time)
12. Lune de miel (The Monday Thru Friday Show)
13. Les Larmes de Crystal (Bridge Over Troubled Sonny)
14. Le Silence et dors ! (Father’s Day)
15. Nuit de cauchemar (Nightmare on Oak Street)
16. Shopping familial (Mall Story)
17. Les Parents modèles (Becky’s Choice)
18. Tranche de vie (Slice of Life)
19. Après l’heure, c’est plus l’heure (Workin’ Overtime)
20. La Tornade (Toto, We’re Not in Kansas Anymore)
21. Une journée mortelle (Death and Stuff)
22. Vivement qu’ils partent (Dear Mom and Dad)
23. Comme les copains (Let’s Call It Quits)

### Deuxième saison (1989-1990)
1. Le Vent de l’histoire (Inherit the Wind)
2. Amende honorable (Little Sister)
3. Le Bonheur des uns… (Guilt by Disassociation)
4. Tonton pot de colle (Somebody Stole My Gal)
5. Le Grand Départ (House of Grown-Ups)
6. Juste un baiser (Five of a Kind)
7. La Peur de sa vie (BOO !)
8. Ne pas déranger (Sweet Dreams)
9. La Fête à la maison (We Gather Together)
10. Le Cercle des poètes (Brain-Dead Poets Society)
11. Coup de foudre (Lobocop)
12. Trêve de bavardage (No Talking)
13. Pertes et fracas (Chicken Hearts)
14. Ouragan sous un crâne (One for the Road)
15. Avec des gants (An Officer and a Gentleman)
16. La Petite Merveille (Born to be Wild)
17. Les Cheveux en quatre (Hair)
18. Le Problème de poids (I'm Hungry)
19. Un risque à courir (All of Me)
20. Grave décision (To Tell the Truth)
21. Sous le choc (Fender Bender)
22. Sueurs froides (April Fool’s Day)
23. La Préférée (Fathers and Daughters)
24. Bon anniversaire (Happy Birthday)

### Troisième saison (1990-1991)
1. Le Test (The Test)
2. À l’amitié (Friends and Relatives)
3. Leçon de choses (Like a Virgin)
4. À parent, parent et demi (Like, A New Job)
5. La Rupture (Good-bye, Mr Right)
6. Trop au lit pour être honnête (Becky, Beds and Boys)
7. Le Mari de la femme à barbe (Trick or Treat)
8. La Fête à la maison (PMS, I Love You)
9. Roseanne au collège (Bird is the Word)
10. Le Rêve de Dan (Dream Lover)
11. Le Couvre-feu (Do You Know Where Your Parents Are ?)
12. Confidences (Confessions)
13. Révélations (The Courtship of Eddie, Dan’s Father)
14. Le Mariage (The Wedding)
15. Chacun chez soi (Becky Doesn’t Live Here Anymore)
16. La taille ne fait rien à l’affaire (Home-Ec)
17. La Saint Valentin (Valentine’s Day)
18. Roseanne et Roxanne (Communicable Theater)
19. Week end mouvementé (Vegas Interruptus)
20. Le Manuel des parents (Her Boyfriend’s Back)
21. Les Nouveaux Voisins (Trouble with the Rubbles)
22. L’Art d’être maman (Second Time Around)
23. Premier bal (Dances with Darlene)
24. La Fête des mères (Scenes from a Barbecue)
25. La vie continue (The Pied Piper of Lanford)

### Quatrième saison (1991-1992)
1. Une pilule difficile à avaler (A Bitter Pill to Swallow)
2. Chacun sa croix (Take My Bike… Please !)
3. Nuit d’ivresse (Why Jackie Becomes a Trucker)
4. Le noir me va si bien (Darlene Fades to Black)
5. Les Femmes de Landford (Tolerate Thy Neighbor)
6. Flagrant délit (Trick Me Up, Trick Me Down)
7. Las Vegas, nous voila (Vegas)
8. Adieu Las Vegas (Vegas, Vegas)
9. Pas de fumée sans feu (Stressed to Kill)
10. Réunion de famille (Thanksgiving '91)
11. L’Autre Femme (Kansas City, Here We Come)
12. Joyeux Noël (Santa Claus)
13. Lotomania (Bingo)
14. De concert (The Bowling Show)
15. Qui l’a dans le dos ? (The Back Story)
16. À quels seins se vouer ? (Less is More)
17. Coup de torchon (Breaking Up is Hard to Do)
18. Escapade (This Old House)
19. Fille de pub (The Commercial Show)
20. Thérapie (Therapy)
21. Le Détecteur de mensonges (Lies)
22. Délivrance (Deliverance)
23. Cachotteries (Secrets)
24. Bonne fête maman (Don’t Make Me Over)
25. Soucoupes et petites cuillères (Aliens)

### Cinquième saison (1992-1993)
1. Le torchon brûle 1/2 (Terms of Estrangement: Part 1)
2. Le torchon brûle 2/2 (Terms of Estrangement: Part 2)
3. La nuit porte conseil (The Dark Ages)
4. Chère maman (Mommy Nearest)
5. Le Plus Beau Cadeau du monde (Pretty in Black)
6. En quête d’argent (Looking for Loans in All the Wrong Places)
7. L’Esprit d’Halloween (Halloween IV)
8. Ces dames n’en font qu’a leur tête (Ladies’ Choice)
9. Mise au poing (Stand on Your Man)
10. Qui sera chocolat ? (Good Girls, Bad Girls)
11. Va y avoir du sport (Of Ice and Men)
12. La vie est belle (It’s No Place Like Home for the Holidays)
13. À chaque jour suffit sa paire (Crime and Punishment)
14. Le Rock du bagne (War and Peace)
15. La Foire d’empoigne (Lanford Daze)
16. Mots d’adieux (Wait till Your Father Gets Home)
17. New York New York (First Cousin, Twice Removed)
18. Drôles de numéros (Lose a Job, Winnebago)
19. C’est un garçon (It’s a Boy)
20. 20 ans et toutes ses dents (It was Twenty Years Ago Today)
21. Quand on joue avec le feu (Playing with Matches)
22. Cette bonne vieille routine (Promises, Promises)
23. Des lendemains difficiles (Glengarry, Glen Rosey)
24. Sur la dent (Tooth or Consequences)
25. Un nouveau départ (Daughters and Other Strangers)

### Sixième saison (1993-1994)
1. Le Déménagement (Two Down, One to Go)
2. Adieu monsieur Fias (The Mommy’s Curse)
3. Ondes de choc (Party Politics)
4. Nostalgie quand tu nous tiens (A Stash from the Past)
5. Un enfant de moi (Be My Baby)
6. Blagues a part (Halloween V)
7. Si on parlait d’autre chose (Homeward Bound)
8. Personne n’est parfait (Guilt by Imagination)
9. Échange de bons procédés (Homecoming)
10. Desseins animés (Thanksgiving ‘93)
11. Le Mors aux dents (The Driver’s Seat)
12. Casse noisette (White Trash Christmas)
13. C’est pas une vie (Suck Up or Shut Up)
14. Oh ! La Vie de couple (Busted)
15. David et Goliath ( David vs. Goliath)
16. Ce que femme veut (Everyone Comes to Jackie’s)
17. Ce que pensent les hommes (Don’t Make Room for Daddy)
18. Dis-moi qui tu es (Don’t Ask, Don’t Tell)
19. Il est né le divin enfant (Labor Day)
20. Passé imparfait (Past Imperfect)
21. La Vérité (Lies My Father Told Me)
22. L’enfer est à nous (I Pray the Lord My Stove to Keep)
23. Les temps changent (Body by Jake)
24. Romantisme pas mort (Isn’t It Romantic ?)
25. À égalité (Alter Egos)

### Septième saison (1994-1995)
1. Nine is Enough
2. Two for One
3. Snoop Davey Dave
4. Girl Talk
5. Sleeper
6. Skeleton in the Closet
7. Follow the Son
8. Punch and Jimmy
9. White Men Can't Kiss
10. Thanksgiving 1994
11. Maybe Baby
12. The Parenting Trap
13. Rear Window
14. My Name is Bev
15. Bed and Bored
16. Sisters
17. Lost Youth
18. Single Married Female
19. All About Rosey (1/2)
20. All About Rosey (2/2)
21. Husbands and Wives
22. Happy Trailers
23. The Blaming of the Shrew
24. The Birds and the Frozen Bees
25. Couch Potatoes
26. Sherwood Schwartz: a Loving Tribute

### Huitième saison (1995-1996)
1. Shower the People You Love with Stuff
2. Let Them Eat Junk
3. Roseanne in the Hood
4. The Last Date
5. Halloween: the Final Chapter
6. The Fifties Show
7. The Getaway, Almost
8. The Last Thursday in November
9. Of Mice and Dan
10. Direct to Video
11. December Bride
12. The Thrilla Near the Vanilla Extract
13. The White Sheep of the Family
14. Becky Howser, M.D.
15. Out of the Past
16. Construction Junction
17. We're Going to Disney World
18. Disney World War II
19. Springtime for David
20. Another Mouth to Shut Up
21. Morning Becomes Obnoxious
22. Ballroom Blitz
23. The Wedding
24. Heart & Soul
25. Fights and Stuff

### Neuvième saison (1996-1997)
1. Call Waiting
2. Millions from Heaven
3. What a Day for a Daydream
4. Honor Thy Mother
5. Someday My Prince Will Come
6. Pampered to a Pulp
7. Satan, Darling
8. Hoi Polloi Meets Hoiti Toiti
9. Roseambo
10. Home Is Where the Afghan Is
11. Mothers and Other Strangers
12. Home for the Holidays
13. Say It Ain't So
14. Hit the Road Jack
15. The War Room
16. Lanford's Elite
17. Some Enchanted Merger
18. A Second Chance
19. The Miracle
20. Roseanne-Feld
21. The Truth Be Told
22. Arsenic and Old Mo
23. Into That Good Night: Part 1
24. Into That Good Night: Part 2

### Dixième saison (2018)
Pour les trente ans de la sitcom, la série revient pour une dixième saison de neuf épisodes. Elle est diffusée depuis le 27 mars 2018 sur ABC et sur le réseau CTV au Canada. Inédit en France.
1. Twenty Years to Life
2. Dress to Impress
3. Roseanne Gets the Chair
4. Eggs Over, Not Easy
5. Darlene v. David
6. No Country for Old Women
7. Go Cubs
8. Netflix & Pill
9. Knee Deep

## The Conners
La série dérivée The Conners est diffusée à partir du 16 octobre 2018. Inédite en France.
- Roseanne décédée, pour son mari Dan et sa sœur Jackie,  avec les enfants devenus adultes, la vie doit continuer.

### Première saison (2018-2019)
Première saison de 11 épisodes
1. Keep on Truckin
2. Tangled Up in Blue
3. There Won't Be Blood
4. The Separation of Church and Dan
5. Miracles
6. One Flew Over the Conners' Nest
7. Hold the Salt
8. O Sister, Where Art Thou ?
9. Rage Against the Machine
10. Don't Shoot the Piano Teacher
11. I We Continue to Truck

### Deuxième saison (2019-2020)
Deuxième saison de 20 épisodes
1. Preemies, Weed, and Infidelity
2. A Kiss Is Just a Kiss
3. The Preemie Monologues
4. Lanford... Lanford
5. Nightmare on Lunch Box Street
6. Tempest in a Stew Pot
7. Slappy Holidays
8. Lanford, Toilet of Sin
9. Smoking Penguins and Santa on Santa Action
10. Throwing a Christian to a Bear
11. Mud Turtles, A Good Steak And One Man In A Tub
12. Live from Lanford
13. Brothers, Babies and Breakdowns
14. Bad Dads and Grads
15. Beards, Thrupples and Robots
16. Tats and Tias
17. The Icewoman Cometh
18. Pilot Lights & Sister Fights
19. CPAPs, Hickeys and Biscuits
20. Bridge Over Troubled Conners

### Troisième saison (2020-2021)
Troisième saison de 19 épisodes
1. Keep On Truckin' Six Feet Apart
2. Halloween and the Election vs. the Pandemic
3. Plastics, Trash Talk & Darlene Antoinette
4. Birthdays, Babies and Emotional Support Chickens
5. Friends in High Places and Horse Surgery
6. Protest, Drug Test And One Leaves The Nest
7. A Cold Mom, A Brother Daddy And A Prison Baby
8. Young Love, Old Lions and Middle-Aged Hyenas
9. Promotions, Podcasts and Magic Tea
10. Who Are Bosses, Boats and Eckhart Tolle ?
11. Panic Attacks, Hardware Store And Big Mouth Billy Bass
12. A Stomach Ache, A Heartbreak and a Grave Mistake
13. Walden Pond, A Staycation and The Axis Powers
14. Money, Booze and Lies
15. An Old Dog, New Tricks and a Ticket to Ride
16. A Fast Car, A Sudden Loss and a Slow Decline
17. Regrets, Rehabs and Realtors
18. Cheating, Revelations and A Box of Doll Heads
19. Jeopardé, Sobrieté and Infidelité
20. Two Proposals, a Homecoming and a Bear

### Quatrième saison (2021-2022)
Quatrième saison de 20 épisodes. A commencé le 22 septembre 2021

### Cinquième saison (2022-2023)
Le 13 mai 2022, ABC a renouvelé la série pour une cinquième saison qui doit commencer à être diffusée le 21 septembre 2022.

## Personnages

### Personnages principaux

#### Roseanne Conner
- interprétée par Roseanne Barr :

Femme de Dan et mère de Becky, Darlene, D.J. et Jerry Garcia (son quatrième enfant dont elle accouche au milieu de la saison 8). Roseanne est l'archétype de la femme qui n'a pas la langue dans sa poche. Cela la conduit souvent à avoir des problèmes, que ce soit dans ses relations de voisinage ou dans le cadre de son travail.
Elle a exercé de nombreux emplois dans la série : travail à la chaîne dans une usine de pièce plastique (son patron n'étant autre que George Clooney), femme à tout faire dans un salon de coiffure, serveuse dans un restaurant (son patron étant Leon).
Elle ouvre ensuite un restaurant de « loose meat sandwiches » du nom de « Lunch Box » avec sa sœur Jackie et leur ami Nancy. Néanmoins, essayant d’évincer sa mère qui a financé une bonne partie du restaurant, cette dernière se vengera en revendant ses parts à Leon, que Roseanne déteste tout particulièrement.
Roseanne et sa sœur ont toutes deux été victimes de violences familiales de la part de leur père durant leur enfance.
Cette série a été remarquée pour sa représentation des classes moyennes ainsi que des problèmes de poids auxquels elle et son mari font face et qui conduiront notamment son mari à mourir d'une crise cardiaque lors du mariage de leur fille Darlene à la fin de la saison 8. Mais dans la saison 10, Dan a survécu à sa crise cardiaque.
Dans la saison 10 Roseanne a des ennuis de santé. La série finit à la saison 10. Mais il y a une nouvelle sitcom qui fait suite à Roseanne « The Connors ». Au début du premier épisode on apprend le décès de Roseanne à l'hôpital. Les membres de sa famille devront continuer leur vie sans elle.

#### Dan Conner
- interprété par John Goodman :

Mari de Roseanne et père de Becky, Darlene, D.J. et Jerry Garcia. Tout comme sa femme, Dan a du répondant, mais ce sont surtout ses mimiques et ses imitations/ parodies qui sont hilarantes.
Confronté au même problème que sa femme, il alterne les emplois : manutentionnaire, patron d'un garage de moto et mécanicien, puis finalement gérant d’un grand garage. Il a alors sous ses ordres Fred, le mari de Jackie et Mark. Il avait déjà auparavant donné sa chance à Mark lorsqu’il était patron du garage de moto qu’il avait monté.
Il abandonnera ensuite son dernier travail pour revenir à la construction, mais sur un très gros chantier. Ce travail n’est malheureusement pas beaucoup développé car il survient au milieu de la saison 8. Or, la saison 9 est connue sous le nom de la « saison de la loterie », qui, comme son nom l’indique, voit la famille gagner au loto, d’où un certain désintérêt pour les considérations professionnelles.
La crise cardiaque de Dan donne lieu à une grande dispute dans le couple à la fin de la saison 8. Ils se réconcilient néanmoins rapidement dans la saison 9, mais Dan part ensuite s’occuper de sa mère qui souffre de troubles mentaux. Il a alors une aventure qui manquera de faire se séparer le couple, mais Dan reviendra auprès de Roseanne. Mais à la fin de la saison 9, Roseanne confirme que Dan est bien mort d'une crise cardiaque pendant le mariage de Darlene et que toute la saison 9 est fictive.
Mais dans la saison 10, Dan a survécu à sa crise cardiaque et a perdu du poids.

#### Darlene Conner-Healy
- interprétée par Sara Gilbert :

Fille de Roseanne et femme de David Healy. Darlene est comme sa mère. Les bons mots et les bonnes répliques que ne dit pas sa mère sont pour elle, au détriment de sa sœur qui est souvent raillée et dont le personnage est écrasé par ces deux femmes.
Tout comme sa mère, elle ne sait pas se taire, ce qui lui joue aussi des tours. Très garçon manqué au début de la série, et très proche de son père, elle développe une personnalité plus ou moins gothique, voire dépressive au fur et à mesure de la série.
Elle rencontre ensuite David, frère de Mark, peu après que Becky a rencontré Mark. Leurs personnalités s'accordent car ils partagent la passion des arts. Darlene aime écrire et Mark dessiner.
Tout se passe bien, jusqu’à ce que, face à une séparation imminente, David devant suivre sa mère qui déménage, Darlene tente de convaincre ses parents de laisser David habiter chez eux. Ils refusent, mais quand Roseanne découvre les relations qu'entretiennent David et sa mère (des relations où la violence morale se rapproche de la violence physique qu’elle a connue avec son père), elle prend David sous son aile et le laisse emménager chez eux. Néanmoins, quand Darlene part suivre les cours d’une école littéraire pour devenir écrivain, David prétend retourner vivre avec sa mère alors qu'il loge dans l'appartement de Darlene. Lorsque les Conner l'apprennent, il s'ensuit une période où la confiance entre eux est brisée.
Darlene se sépare ensuite de David pour fréquenter Jimmy qu’elle a rencontré lors de ses cours à l’école littéraire. Ils se remettent ensemble à la fin de la saison 7 et se marient dans la saison 8, peu après avoir annoncé à leur famille que Darlene était enceinte. Elle manque d’ailleurs de perdre son enfant dans la saison 9. 

#### Rebecca «Becky» Conner-Healy
- interprétée par Lecy Goranson, puis Sarah Chalke, puis Lecy Goranson et Sarah Chalke alternativement, et enfin Sarah Chalke dans la dernière saison 9 :

Becky est un personnage étrange. Elle est à la fois l'archétype de la blonde, avec toutes les connotations que cela pouvait déjà avoir dans les années 1980-90 et la tête de classe qui collectionne les A. Elle change de petit ami chaque semaine, mais elle n'en est pas moins la meilleure de sa promotion. Mais cela ne se remarque peu, car son personnage est écrasé par tous les autres. Tous les compliments sont pour sa mère ou sa sœur, voire son frère et son père. Par conséquent, elle passe presque pour un personnage secondaire dont la psychologie est moins profonde que celle de personnages comme Leon ou Nancy. 
De plus, à partir du moment où elle rencontre Mark, elle finit par abandonner ses études, partir se marier à Las Vegas pour vivre une vie assez misérable et finalement, revenir s’installer chez ses parents avec son mari. Même si c’est un sujet de discorde au sein de la famille, cela semble assez mineur comparé, par exemple, à la dépression nerveuse de Darlene. En effet, Becky, se sentant prisonnière d’un mari qui n’a pas inventé l’eau chaude, sans aucun diplôme, songera à reprendre des études, au détriment de sa vie maritale. Le projet mourra dans l’œuf, probablement à cause de la saison 9.
Il est amusant de noter comment la production s'est joué du départ de Lecy Goranson, qui a quitté la série pour pouvoir continuer ses études, faisant là ce que son personnage n'a jamais fait. L'actrice a été remplacée par Sarah Chalke pendant trois saisons. Lecy Goranson a ensuite manifesté le désir de revenir dans la série et la production a fait quelque chose de très original : elle a choisi de faire jouer les deux actrices, à tour de rôle. Cela donne lieu à des dialogues pleins de sous-entendus, comme celui qu’on entend lors de l’épisode où la famille va à Disneyland (pour la simple et bonne raison que Disney avait racheté ABC, et faisait dans beaucoup de ses séries des « Disneyland episodes ») et que Roseanne dit à Becky/ Sarah Chalke : « Aren’t you glad you’re here today ? ».
Dans la saison 10, Lecy Goranson redevient Becky, mais Sarah Chalke joue un autre personnage, celui d'Andrea, une amie de Becky.

#### David et Mark Healy
- interprétés respectivement par Johnny Galecki et Glenn Quinn :

David est un ado passionné de comics et doué pour les arts plastiques. C’est ce qui le rapproche de Darlene, avec qui il crée un comics, qui, par les descriptions qu’on en a, semble très sombre, violent et gore à souhait. Il est sensible, accepte sa « part de féminité », ce qui lui vaut beaucoup de moqueries de la part de son frère. Comme le disent Dan et Roseanne, il est le seul membre de la famille à être diplômé, ce qui fait la fierté de ses parents « adoptifs », qui l’ont toujours considéré comme leur fils, au même titre que Mark, même si cela a été plus difficile avec ce dernier. Il vit assez mal sa séparation de près d’un an avec Darlene, d’autant plus qu’il continue à vivre sous le même toit qu'elle et à côtoyer son ex-belle famille.
Mark, quant à lui, est le personnage détesté. Avec sa personnalité de mauvais garçon, il se fait tout de suite détester par Roseanne et Dan. Néanmoins, quand Becky s'attache réellement à lui, les Conner font de leur mieux pour l’accepter.
Dans la mesure où il a abandonné ses études, Dan lui propose de travailler avec lui, dans le garage qu'il ouvre. Tout se passe à peu près bien, jusqu'au moment où Becky et lui s'enfuient pour se marier et que Becky quitte le domicile familial sans laisser le choix à ses parents. Le couple revient néanmoins quelque temps plus tard, et finit par s'installer chez les Conner pour pouvoir faire face à ses problèmes financiers.
Dans la saison 10, Glenn Quinn (Mark) n'apparait plus dans la série à la suite du décès de l'acteur en 2002.

#### Marjorie «Jackie» Harris-Frederickson
- interprétée par Laurie Metcalf :

Jackie est la sœur de Roseanne. Si Roseanne doit lutter contre ses problèmes de poids, Jackie doit lutter contre ses problèmes relationnels avec les hommes. Il est même sous-entendu dans plusieurs épisodes que Dan et elle pourraient, avoir ou avoir eu des sentiments l'un pour l'autre. Elle passe en effet d’une relation à l’autre, subissant même des violences domestiques avec l’un de ses petits amis, jusqu’au moment où, après une aventure d’un soir, avec Fred, elle découvre qu’elle est enceinte. Elle finit par l’épouser, deux mois après avoir donné naissance à son fils Andy.
Leur relation arrive cependant rapidement dans une impasse quand Jackie, qui s’ennuie avec un mari qui se complaît à passer ses soirées devant la télé, commence à sortir avec un couple. Cependant, elle se retrouve vite à ne plus sortir qu'avec le mari. Quand Fred l’apprend, il l’accuse d'adultère, mais avec l'aide de Bev, il finit par pardonner à Jackie. Mais dans la saison 8, le couple divorce. Roseanne nous avoue dans le dernier épisode, à propos de sa sœur, qu’elle a toujours été lesbienne, mais qu’elle la voyait simplement plus avec un homme. Elle ajoute qu’elle a toujours été le ciment de la famille, à sa manière.

#### David Jacob «D.J.» Conner
- interprété par Sal Barone dans la pilote puis par Michael Fishman :

Fils de Roseanne et Dan, D.J. est l’exemple du personnage que l'on qualifie de « mignon » au début de la série, mais qui, à la manière de Dewey dans Malcolm, grandit au fur et à mesure de la série et devient de plus en plus étrange et sournois.
Il est le souffre-douleur de l'intégralité de son collège et d'une école primaire, mais finit par agresser son agresseur de primaire favori. Ce dernier est âgé de 7 ans, et D.J. 13 ans. Ses sœurs ne cessent de le tourmenter. Cela ne l'empêche pas, lorsqu'il découvre sa sexualité, d'épier ses sœurs sous la douche. Le premier événement qui révèle sa personnalité se situe quand ses sœurs trouvent une boîte à chaussures remplie de poupées Barbie sans tête.
On pourra noter aussi un épisode où D.J. refuse d’embrasser une fille afro-américaine lors d’une pièce de théâtre. Ses parents sont en colère contre lui mais se rendent peu à peu compte que c'est de leur faute car ils ont des préjugés, notamment quand Roseanne refuse de servir un homme qui tambourine à la porte après la fermeture du restaurant qu'elle a ouvert avec Nancy et Jackie. Elle comprend qu'elle a refusé de lui ouvrir, non parce qu'il était agressif mais parce qu'il était noir. Tout ceci est montré sous une lumière intéressante dans la mesure où le couple a de nombreux amis noirs, tout comme le fils, et qu’ils leur arrivent même régulièrement de plaisanter sur leurs origines ethniques sans animosité aucune.
En grandissant, D.J montre un intérêt pour le cinéma, qui se développera pleinement dans la saison 9. On nous révèle aussi que c’est D.J. qui a porté les premiers secours à son père et lui a permis de survivre à son attaque, lors du mariage de Darlene. Dans la réalité, Dan est mort à la suite de cette attaque mais Roseanne a préféré transformer la réalité car elle lui était trop dure. D’où la saison 9.
Dans la saison 10, D.J a une fille noire, Mary Conner.

#### Beverly «Bev» Lorraine Harris
- interprétée par Estelle Parsons :

Bev est la mère de Roseanne et Jackie, et la fille de Nana Mary. Sa voix aiguë est sûrement ce qu’on remarque en premier et cela prouve que la voix de personnages comme ceux de Fran Fine (The Nanny) ou Karen Walker (Will & Grace) n’ont pas été les premières à briser des verres en cristal.
Bev est d’abord un personnage secondaire, qui n’a justement pas cette voix aiguë mais porte déjà en elle une amorce du caractère qui va se révéler ensuite. Elle n'apparaît d’abord que pour de brèves visites, mais elle sème à chaque fois le chaos chez ses filles car cela les remet face à l'opinion désastreuse que leur mère a d’elles.
Après son divorce, Bev offre un chèque de 10 000 $ à chacune de ses filles, qu’elles utiliseront pour ouvrir le « Lunch Box », avec leur amie Nancy. Bev vient ainsi s'immiscer dans leur vie et dans leur projet, car en plus de la part dans le restaurant, elle vient s'installer à Lanford. 
Ensuite, vivement incitée à quitter la gestion du restaurant, elle revend ses parts à Leon, se vengeant ainsi de l’affront fait par ses filles.
Dans un épisode en particulier, Bev se retrouve seule avec Fred et révèle que son attitude n'est qu'un jeu. Elle prend alors une bière, parle de sa vraie voix, beaucoup plus grave et éructe violemment.
Dans la saison 9, elle avoue son homosexualité et l’assume. Ceci est une invention de Roseanne qui aurait voulu que sa mère soit une « femme libérée » qui puisse s’assumer.

### Personnages secondaires

#### Crystal Anderson-Conner
- interprété par Natalie West :

Crystal est la meilleure amie d’enfance de Roseanne et Jackie. Elle travaille avec elles à l’usine de plastique. Elle a été mariée trois fois, a perdu deux de ses maris, dont un qui s’est retrouvée « encimenté » dans le pilier d’un pont en construction. Elle se remarie durant la série avec le père de Dan, avec qui elle aura un enfant. Elle devient ainsi la belle-mère de Dan. Cela accentue l’antagonisme entre Dan et son père, mais ils parviennent finalement à se réconcilier.

#### Leon Karp
- interprété par Martin Mull :

Leon est d’abord le patron de Roseanne lorsqu’elle travaille au restaurant du centre commercial de Lanford, puis son associé lorsque Bev lui revend ses parts du « Lunch Box ». Ses relations difficiles avec Roseanne sont toujours présentées sous un jour très humoristique et on sent que sous la glace, il existe une réelle amitié entre les deux.
Leon assume son homosexualité et laisse même à contrecœur Roseanne organiser la cérémonie d’engagement qui célébrera son union avec son partenaire Scott (Fred Willard). L'organisation laissée à Roseanne permettra à celle-ci de montrer les nombreux préjugés qu’ont les gens sur les homosexuels.
Dans la dernière saison, Leon prend mal le fait que les Conner gagnent au loto mais l’accepte beaucoup mieux quand Roseanne et Jackie lui abandonnent, ainsi qu’a Nancy, leurs parts du restaurant.
À la fin de la série, il annonce que Scott est lui projettent d’adopter un enfant.

#### Nancy Bartlett-Thomas
- interprété par Sandra Bernhard :

Nancy est mariée à Arnie Thomas, un ami de Dan, mais elle fait son coming-out quand celui-ci la quitte et finit par se définir comme bisexuelle. Elle est partenaire de Roseanne, Jackie et Bev (puis Leon) à la tête du « Lunch Box ». Elle est l’un des seuls personnages à défendre Bev lors des attaques incessantes de ses deux filles.

#### Fred Frederickson
- interprété par Michael O'Keefe :

Collègue de Dan, Fred est présenté à Jackie avec qui il a une aventure d’un soir, à la suite de quoi elle découvre qu’elle est enceinte. Jackie refuse d’avoir une relation avec lui, ce qu’il ne comprend pas alors qu’elle a lui a dit dès leur première rencontre que son dernier petit ami avait été violent avec elle, auquel s’ajoutent les violences infligées par son père lors de son enfance.
Jackie finira par l’accepter dans sa vie et par l'épouser mais Fred étant trop focalisé sur sa propre personne, son mariage avec Jackie ne durera pas.

#### Arnie Thomas
- interprété par Tom Arnold :

Ami de Dan et époux de Nancy, il la quitte peu après leur mariage, prétendant avoir été enlevé par des extra-terrestres. Ceci est d'ailleurs le sujet d'un des sketchs de fin d'épisode.
Il revient plus tard dans la série pour jouer le rôle de Jackie Thomas et aucun personnage ne semble le reconnaître.
Tom Arnold fut marié à Roseanne dans la réalité.

#### Ed Conner
- interprété par Ned Beatty :

Père de Dan, mari d'Audrey Conner, puis mari de Crystal, Ed est un représentant qui sait charmer son entourage, à l'exception de Dan, qui l'accuse d'avoir négligé sa famille. Il l'accuse en effet d'avoir négligé sa mère alors qu'il l’a, en réalité, fait plusieurs fois interner pour protéger son fils car celle-ci souffrait de graves troubles mentaux. L’ayant caché à son fils, celui-ci a toujours cru qu’il s’était débarrassé de sa mère.

#### Audrey Conner
- interprétée par Ann Wedgeworth et Debbie Reynolds :

Mère de Dan, elle est d’abord présentée comme un personnage excentrique, sympathique, mais on découvre plus tard qu’elle a des problèmes mentaux que lui a cachés son père.
Elle revient dans la saison 9, furieuse que son fils l’ait mis à l’écart, dans un épisode très drôle qui rappelle certains films à suspense, et où elle essaie de tuer Dan.

#### Al Harris
- interprété par John Randolph :

Père de Jackie et Roseanne, il a battu ses deux filles. Après sa mort, Roseanne rencontre sa maîtresse, qui ne sait rien de son passé. Il prétendait en effet que ses filles n'étaient pas reconnaissantes de tout ce qu'il avait fait pour elles.
Roseanne lui accorde néanmoins son humour lorsqu’elle lit une liste de toutes les choses pour lequel elle le déteste.

#### Andy Harris
- interprété par Garrett et Kent Hazen :

Fils de Jackie et Fred. Il a un rôle mineur dans la série du fait de son arrivée tardive.

#### Jerry Garcia Conner
- interprété par Cole et Morgan Roberts :

Fils de Roseanne et Dan. Il est nommé ainsi en hommage au chanteur des Grateful Dead. Roseanne aurait dû perdre les eaux à un concert du groupe, mais la mort du chanteur ne l’a pas permis.
Il a été fait en sorte que la grossesse de l'actrice coïncide avec celle de son personnage.

#### Nana Mary
- interprété par Shelley Winters :

Mère de Bev, elle a comme Roseanne son franc-parler. Elle est beaucoup plus appréciée que sa fille. Elle se plaît à faire tourner en bourrique cette dernière, pour le plus grand plaisir de ses deux petites filles.
Elle prétend être sortie avec Pablo Picasso et Louis Armstrong.

## Commentaires
Grande rivale du Cosby Show ou de Mariés, deux enfants, cette sitcom connut un succès mondial lors de sa diffusion, certainement en raison de la personnalité de son héroïne mais aussi de sa liberté de ton.
Roseanne Barr, interprète principale et productrice de la série, apporte beaucoup à la sitcom puisqu'elle a vécu pendant de nombreuses années ce rôle de mère prolétaire. Grâce à ses certains accents de vérité, la sitcom a rapidement convaincu le public et a été pendant près d'une dizaine d'années l'une des sitcoms américaines les plus populaires. Il faut dire qu'en plus d'être pertinente et d'aborder de nombreux sujets sensibles (comme l'homosexualité du personnage joué par Martin Mull : Leon Carp), la série est tout simplement hilarante et très prenante. Seule la dernière saison est plus critiquable, puisque, dans celle-ci, les Conner deviennent milliardaires et font donc face à cette soudaine richesse.
Dans le premier épisode, Dany, le fils des Conner est joué par le jeune acteur Sal Barone. Mais celui-ci et l'actrice Sara Gilbert, qui joue Darlene, ne s'entendaient pas durant le tournage. De plus son jeu d'acteur fut jugé décevant et Sal Barone fut renvoyé. À partir du deuxième épisode, le jeune Michael Fishman jouera Dany. Dans la VO Dany s'appelle DJ, « David Jacob ».
L'actrice Alicia Goranson (Beckie) n'a pas joué dans les saisons 6 - 7 - 9 car elle devait se consacrer plus à ses études et a été remplacée par l'actrice Sarah Chalke.
Roseanne a réalisé deux épisodes : saison 8 épisode : Halloween: the Final Chapter + saison 9 épisode : Satan, Darling.
Joss Whedon, créateur des séries Buffy contre les vampires, Angel, et de Firefly a été l'auteur de quatre épisodes (2, 5, 10 et 13) durant la deuxième saison, en 1989.
La présidente de la chaine ABC, commentant le succès d'audience de la série, a exprimé sa perplexité :
« Jusqu'à présent, nous avions consacré beaucoup de temps à nous soucier de diversité en termes de couleur, de religion, de genre. Mais nous n'avions pas assez pensé à la diversité économique. Le succès de Roseanne nous rappelle qu'il y a beaucoup de gens qui ne se voient pas souvent à la télévision. »

### Une fin de saison 9 étrange
À la fin de la saison 8, toute la famille Conner va au mariage de Darlene, mais son père Dan a une crise cardiaque, et se retrouve à l'hôpital. Puis il va mieux et rentre à la maison.
À la saison 9, la famille Conner gagne 108 millions de dollars à la loterie. 
Mais tout ce qui se passe pendant la saison 9 n'était qu'un rêve. Roseanne, dans les 15 dernières minutes du dernier épisode, révèle que dans la réalité sa sœur Jackie est lesbienne, que Becky finit avec David, et Darlene avec Mark, que Dan n'a pas survécu à l'attaque cardiaque survenue à la fin de la 8e saison, et que la famille n'a jamais gagné à la loterie. La série finit avec Roseanne toute seule sur le canapé du salon et l'épisode se termine avec le rire de Roseanne qui retentit, une dernière fois.. Mais dans la saison 10, Dan a survécu à sa crise cardiaque et a perdu du poids. Et Roseanne a des soucis de santé et des problèmes aux jambes.

## Annulation et nouvelle sitcom
Le retour de Roseanne pour les 30 ans de la sitcom (1988-2018) cartonne. La saison 10 bat des records d'audience. Mais à la suite d'un tweet raciste de Roseanne, ABC annule soudainement la saison 11 de la sitcom et la série en elle-même et Roseanne est renvoyée de ABC. Cependant, en raison du succès de la saison 10, ABC décide de faire une suite intitulée The Conners. Le personnage de Roseanne disparaît. Au début du premier épisode, on apprend que Roseanne est décédée à l'hôpital à la suite de ses problèmes de santé et la famille Conner continue sa vie sans elle[réf. souhaitée].

## Récompenses
- Emmy Award 1992 : Meilleure actrice dans un second rôle pour Laurie Metcalf
- Emmy Award 1993 : Meilleure actrice dans une série comique pour Roseanne Barr
- Golden Globe Award 1993 : Meilleure série comique
- Golden Globe Award 1993 : Meilleure actrice dans une série comique pour Roseanne Barr
- Golden Globe Award 1993 : Meilleur acteur dans une série comique pour John Goodman
- Emmy Award 1994 : Meilleure actrice dans un second rôle pour Laurie Metcalf

## Malédiction Roseanne en France à la TV + DVD
- TV :

À la suite d'une faible audience en France, M6 a cessé de diffuser la série après le 23 août 1997, et n'a jamais acquis les droits des trois dernières saisons 7 à 9, privant les fans français des dernières mésaventures de la famille Conner.
- Les diffusions de la série : 6 saisons passées sur M6 + les 6 saisons rediffusées sur RTL9 + 5 saisons rediffusées sur Comédie.

- DVD :

Éditeur : One plus One "Les coffrets sont de 4 DVD chacun en VF + VO sous titrée en français"
- Roseanne - Saison 1 (24 septembre 2007)
- Roseanne - Saison 2 (15 octobre 2007)
- Roseanne - Saison 3 (13 mars 2008)
- Roseanne - Saison 4 (9 septembre 2008)

Malheureusement l'éditeur n'a jamais sorti les saisons 5 et 6 qui ont été doublées en français lors de sa diffusion sur M6.

## Roseanne et John Goodman le retour
En 2012, soit quinze ans après la fin de la série, John Goodman et Roseanne Barr se retrouvent à nouveau ensemble dans un film TV comique (Downwardly Mobile) diffusée sur le réseau NBC : Roseanne joue le rôle de Rose, une propriétaire d’un parc de mobil-homes ; John Goodman y joue Buzz, un résident de la communauté, un homme à tout faire ami de Rose. Ce téléfilm est inédit dans les pays francophones.